# Ifalik
Ifalik – miasto w Mikronezji, w stanie Yap. Według danych szacunkowych na rok 2012 liczyło 639 mieszkańców